# Đulin ponor
Đulin ponor – ponor w Chorwacji, w Ogulinie, w biegu rzeki Dobrej.

## Opis
Powstał w warstwach dolomitu i wapienia. Jego otwór wlotowy znajduje się na terenie starówki Ogulina. Wraz z jaskinią Medvedica ponor ten tworzy system jaskiń o długości 16,396 km. Wpływa do niego rzeka Dobra. Jej wody, po przepłynięciu pod ziemią 4,1 km, wypływają na powierzchnię w osadzie Gojak. Od tego miejsca rzeka nosi nazwę Gojačka Dobra.